# Kelevéz Ágnes
Kelevéz Ágnes (Budapest, 1953. január 11. –) irodalmi muzeológus, textológus, irodalomtörténész.

## Életpályája
1977-ben magyar-francia-esztétika szakon végzett az ELTE BTK-n, szakdolgozatát Babits Mihály Az európai irodalom története c. művéről írta. 1977 óta dolgozott a Petőfi Irodalmi Múzeum Médiatárában, melynek 1987 óta főosztályvezető-helyettese, majd főosztályvezetője lett. 1989 és 1995 között az MTA Irodalomtudományi Intézet tudományos munkatársaként a Babits kritikai kiadás előkészítésén dolgozott. 1997-ben szerzett PhD-fokozatot A keletkező szöveg esztétikája. Genetikai közelítés Babits költészetéhez című disszertációjával.

## Munkássága
A PIM hang- és mozgóképgyűjteményének szakszerű megőrzése mellett elsőrendűnek tartja ezen irodalmi értékek publikálását, közkinccsé tételét. A gyűjtemény számára készülő interjúit rendszeresen publikálja folyóiratokban, kötetekben. Babits-kutatóként az alkotó számos kötetét rendezte sajtó alá, ill. tanulmánykötetek szerkesztésében is közreműködött. Nevéhez több mint kétszáz irodalmi interjú kapcsolódik, hiánypótló életútinterjúkat készített többek között Schöpflin Gyulával, Keresztury Dezsővel, az Újhold-szerzők közül Nemes Nagy Ágnessel, Lengyel Balázzsal, Domokos Mátyással, Balassa Péterrel, Nádas Péterrel vagy Székely Magdával. Számos CD, hangoskönyv szerkesztésében, megjelentetésében vett részt.
Archiváló típusú, publikáló muzeológus, valamint a kiállítás-rendezés, a gyűjtemény bemutatása terén is megmérette magát. Nevéhez fűződik a Nyugat folyóirat 100. születésnapja alkalmából készült, nívódíjjal jutalmazott kiállítás (100 éves a Nyugat, 1908–2008), a Nyugat-busz (országjáró utazókiállítás) és a Nyugat vándorkiállítás. A tárlathoz kapcsolódó Nyugat-képeskönyv (Fotók, dokumentumok a Nyugat történetéből), melynek társszerkesztője volt, 2009-ben elnyerte a Szép Magyar Könyv közönségdíját.
A hagyományos irodalmi kiállítás műfaji keretein túl is munkálkodott: lásd a PIM honlapján működő Virtuális Nyugat 100 tárlatot. Ebben a PIM médiatára számára általa készített interjúkat újszerű formában teszi közzé: a kortárs visszaemlékezésekhez csatolt idővonal és a fotók összehangolása révén a látogató egyben vizuális élményt is szerez, a hallható emlékek megelevenednek.

## Díjak, kitüntetések
- Tarnai Andor-díj, 2024[2][3]
- Pulszky Ferenc-díj, 2011
- Szép Magyar Könyv, közönségdíj (Nyugat-képeskönyv), 2009
- Nívódíj (Nyugat 100 kiállítás), 2008
- Móricz-díj, 1990

## Művei
- Babits–Szilasi levelezés Dokumentumok; összeáll., bev. Gál István, sajtó alá rend., jegyz. Kelevéz Ágnes; PIM–NPI, Bp., 1980 (Irodalmi múzeum)
- Mint különös hírmondó Tanulmányok, dokumentumok Babits Mihály születésének 100. évfordulójára; szerk. Kelevéz Ágnes; PIM–NPI, Bp., 1983
- Kosztolányi Dezső: Napló Igen becses kéziratok, 1933-1934; sajtó alá rend., jegyz. Kelevéz Ágnes, Kovács Ida; Múzsák–PIM, Bp., 1985 (Irodalmi múzeum)
- Varga-Móricz Ida: Heten voltunk; sajtó alá rend. Kelevéz Ágnes, M. Pásztor József, jegyz. M. Pásztor József; Múzsák–PIM, Bp., 1985 (Irodalmi múzeum)
- Babits Mihály összegyűjtött versei; szöveggond. Kelevéz Ágnes; Századvég, Bp., 1993 (Századvég klasszikusok)
- Kosztolányi Dezső: Levelek – naplók; összeáll., sajtó alá rend., jegyz. Réz Pál, 1933-1934-es napló sajtó alá rend. Kelevéz Ágnes, Kovács Ida; Osiris, Bp., 1996 (Osiris klasszikusok)
- Babits Mihály összegyűjtött versei; szöveggond. Kelevéz Ágnes; 3. jav. kiad.; Osiris, Bp., 1997 (Osiris klasszikusok)
- A keletkező szöveg esztétikája. Genetikai közelítés Babits költészetéhez; Argumentum, Bp., 1998
- Kucsman Árpád: Egy kémikus a régi Eötvös Collegiumban. A Kelevéz Ágnessel folytatott beszélgetés szerkesztett változata; ELTE Eötvös József Collegium–Petőfi Irodalmi Múzeum, Bp., 2006
- Ahol a maximum volt a minimum. Emlékezések a régi Eötvös Collegiumra; sajtó alá rend. Kelevéz Ágnes; ELTE Eötvös József Collegium–PIM, Bp., 2007
- "Kit új korokba küldtek régi révek". Babits útján az antikvitástól napjainkig; PIM, Bp., 2008
- Nyugat-képeskönyv. Fotók, dokumentumok a Nyugat történetéből; vál., összeáll., szerk. Kelevéz Ágnes és Szilágyi Judit; PIM, Bp., 2009
- Kelettől nyugatig. Mesélő térképek a Nyugat íróinak életéről; gyűjt. és összeáll. Kemény Aranka, Thuróczy Gergely, Vajda Ágnes, szerk. Kelevéz Ágnes, Szilágyi Judit; PIM, Bp., 2009 – CD-ROM
- "...ki mit lát belőle". Nézőpontok Babits lírájának értelmezéséhez; szerk. Kelevéz Ágnes, Lengyel Imre Zsolt; MIT, Bp., 2017 (MIT-konferenciák)